# C. & F. Schnabel

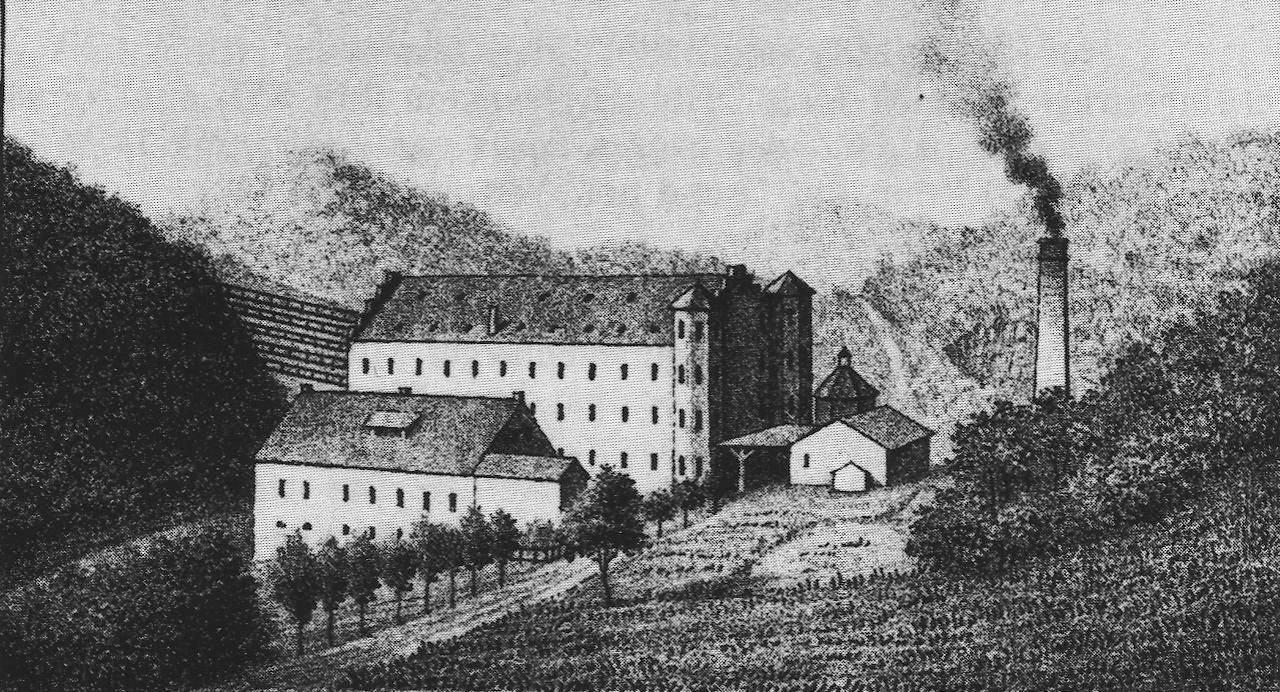
Die Tuchfabrik C. & F. Schnabel im 19. Jahrhundert

Die Tuchfabrik C. & F. Schnabel war eine der großen Tuchfabriken in Hückeswagen. Sie befand sich an der Wupper nahe der Ortschaft Hummeltenberg und entstand aus der Hummeltenberger Mühle. Das Unternehmen wurde unter anderem von Franz Schnabel begründet, nach dem in Hückeswagen eine Straße benannt wurde. Eine der Innovationen war die Beleuchtung der Fabrik, die mit der Herstellung von eigenem Gas sichergestellt wurde.

## Geschichte
Gegründet wurde die Tuchfabrik im Jahr 1856. Damals erwarben Cornelius und Franz Schnabel – aus den beiden Vornamen resultiert auch der Firmenname – einen Besitz mit neun Parzellen und einem Gebäude für 4900 Reichstaler. Bei dem Gebäude handelte es sich um die 1838 von Carl Wilhelm Schingen errichtete Hummeltenberger Mühle im sogenannten Kretzerloch nahe der Ortschaft Hummeltenberg. Noch im gleichen Jahr beantragten die beiden die Konzession für eine Tuchfabrik, die bereits von ihrem Vorbesitzer Carl Wilhelm Schingen betrieben wurde. Teile der Anlage waren auch eine Turbine sowie ein Ober- und Untergraben zum Fluss Wupper. 1857 kam eine „Gasbereitungsanstalt“ dazu. Mit der eigenen Herstellung von Öl- und Steinkohlengas wurde die Fabrik beleuchtet. In den folgenden Jahren baute das Unternehmen weiter zu. 1859 kamen zwei Dampfkessel hinzu, die von der Firma Van der Zypen & Charlier aus Köln-Deutz gefertigt wurden.
Im Jahr 1907 erfolgte die Auslagerung der Tuchfabrikation an die Schnabelsmühle. Der Sohn Max Schnabel (1856–1952) installierte stattdessen dort eine Wattefabrik. Im Jahr 1929 brannte die Wattefabrik vollständig aus, wurde aber noch während der Wirtschaftskrise Anfang der 1930er-Jahre wieder aufgebaut. Im Jahre 1932 erfolgten zahlreiche Umbauten. Im Jahr 1965 nahte das Ende des Fabrikstandortes; so gab es einen Brand in der Wattefabrik, der sich drei Jahre später wiederholte. Um 1971/72 wurde das Gebäude endgültig abgerissen, um der Wuppertalsperre zu weichen, die sich mittlerweile im Bau befand. Die Wattefabrikation wurde an den Corneliusweg (Hückeswagen) verlegt.

## Der Gründer
Franz Schnabel wurde am 1. Januar 1823 in Hückeswagen geboren und starb am 17. Februar 1896, ebenfalls in Hückeswagen. Er war Mitbegründer und Teilhaber der Firma C. & F. Schnabel. Nach 1860 errichtete er an der Rader Straße (jetzt: Bachstraße) die Villa Schnabel, eines der herausragenden Gebäudedenkmäler der Stadt Hückeswagen. Die nach Franz Schnabel benannte Straße war zunächst unter dem Begriff „Fünf Häuser“ bekannt. Dabei handelte es sich um Arbeiterwohnungen, die vom Unternehmen errichtet wurden. Im Jahr der Gründung des Unternehmens heiratete er am 23. September 1856 Bertha Löbbecke, die ebenfalls aus einer Tuchmacherfamilie stammte.